# Сосна кримська (пам'ятка природи)
Сосна кримська — ботанічна пам'ятка природи місцевого значення. Об'єкт розташований на території Долинського району Івано-Франківської області, Солотвинське лісництво, квартал 1, виділ 1.
Площа — 0,0100 га, статус отриманий у 1972 році.